# Ernst Dokupil
Ernst Dokupil (* 24. April 1947 in Wien) ist ein ehemaliger österreichischer Fußballspieler und -trainer.

## Karriere
Seine Spielerkarriere begann beim SC Wacker Wien, wo er zwei Saisonen lang spielte (1969/70, 1970/71). Als der Verein mit der Admira fusionierte, spielte „Dok“ noch zwei Jahre für FC Admira/Wacker. Nach einem Einjahres-Engagement beim 1. Simmeringer SC wechselte Dokupil 1974 zu Rapid, wo er 53 Bundesligapartien absolvierte und dabei neun Tore schoss.
1976 kehrte Ernst Dokupil wieder zu Simmering in die 2. Liga zurück, wo er noch zwei Saisonen lang als Spieler aktiv war, ehe er dort 1978 zum Trainer bestellt wurde. Nach drei Jahren Trainertätigkeit schaffte er mit den Simmeringern den Aufstieg in die Bundesliga, wonach er wieder vom FC Admira/Wacker verpflichtet wurde – diesmal als Trainer. 1986 kam er zur Vienna. Dort formte er in zwei Jahren aus einem Zweitligisten einen zweimaligen UEFA-Cup-Teilnehmer. Bevor er auf dem Trainerstuhl von Rapid Wien Platz nahm, war Dokupil noch ein Monat bei VSE St. Pölten tätig.
1994 löste Dokupil Hubert Baumgartner als Rapid-Trainer ab. Gleich in seiner ersten Saison gewann er mit den Grün-Weißen den österreichischen Cup und erreichte nur ein Jahr später seinen bisherigen Höhepunkt als Trainer, indem er 1995/96 mit Rapid Meister wurde und im Europacupfinale der Cupsieger stand. 1997/98 ersetzte Heribert Weber Dokupil als Trainer, wonach er den Posten des Rapid-Sportdirektors übernahm. Nach dem Rauswurf Webers 2000 kehrte Dokupil wieder kurzzeitig auf die Trainerbank zurück, wurde aber infolge des Nicht-Erreichens des Meistertitels 2001, nach einer 1:2-Niederlage im 226. Derby gegen FK Austria Wien, entlassen.
Im Winter 2001 erlitt Ernst Dokupil einen Herzinfarkt, von dem er sich aber wieder vollkommen erholte. Im Mai 2004 galt Dokupil neben Bernd Krauss und Marinko Koljanin als einer der aussichtsreichsten Kandidaten für den Trainerposten beim Bundesligisten Herold Admira – Nachfolger des beurlaubten Ex-Trainer-Duos Raschid Rachimow/Alfred Tatar wurde aber dann doch Krauss.

## Zitate
- „Fußball ist ein Scheißspiel“[1]

## Stationen

### Als Spieler
- 1969–1971 SC Wacker Wien
- 1971–1973 FC Admira/Wacker
- 1973–1974 1. Simmeringer SC
- 1974–1976 SK Rapid Wien
- 1976–1979 1. Simmeringer SC

### Als Trainer
- 1979–1982 1. Simmeringer SC
- 1982–1986 FC Admira/Wacker
- 1986–1990 First Vienna FC
- 1994 VSE St. Pölten
- 1994–1998 SK Rapid Wien
- 2000–2001 SK Rapid Wien

## Erfolge als Spieler und Trainer
- 1× österreichischer Meister: 1995/96
- 2× österreichischer Cupsieger: 1976 (als Spieler), 1995 (als Trainer)
- 1× Finale im Europacup der Cupsieger: 1996

## Auszeichnungen (Auszug)
- 1999: Silbernes Ehrenzeichen für Verdienste um die Republik Österreich